# كاترين دي مديتشي
كاترين دى مديتشي ؛ كاترين دى ميديسيس ؛ كاتيرينا دي ميديشي (بالإيطالية Caterina de' Medici) (بالفرنسية Catherine de Médicis) (13 أبريل 1519 فلورنسا - 5 يناير 1589، بلوا، فرنسا) وهي زوجة ملك فرنسا هنرى الثانى الذي حكم في الفترة من (1547-1559) وكانت هي الوصية على العرش في الفترة من (1560-1574). كاترين دى مديتشي ولدت في فلورنسا بإيطاليا. والداها هما لورينزو دوق أوربينو، ومادلين دو لا تور دوفيرني كونتيسا بولون. أصبحت ملكة فرنسا القرينة كونها متزوجة من هنري الثاني ملك فرنسا من عام 1547 حتى وفاته عام 1559.
استمر حكم هنري الذي كان ثقيلاً على قلب كاثرين بسبب تفضيله لعشيقته ديان عليها، حيث كانت أزمتها في البلاط عدم قدرتها على الإنجاب حتى بعد 10 سنوات من الزواج، وبعد وفاته عام 1559، بدأ العصر الذهبي لكاثرين. امتلكت كاثرين القوة الحقيقية في فرنسا عندما حكمت من خلال ابنها تشارلز البالغ من العمر 9 سنوات، ومنذ أن تسلمت كاثرين السلطة تمسكت بها بأقصى ما تملك وكانت على استعداد للقضاء على كل من قد ينازعها سلطتها، حيث حكمت فرنسا بسفك الدماء وحبك المكائد ودس النساء وحتى استخدام السحر، كما لقبها شعبها بـ"الطاعون الفلورنسي"، وتميزت فترة حكم كاثرين بالنزاعات الدينية بين الكاثوليك والبروتستانت، والمذابح في عهدها التي كان أبرزها مذبحة يوم القديس بارثولوميو.

وفي عهد ابنها هنري الثالث، تلقت كاثرين وابنها الملك خيانة موجعة من الابن الأصغر، فرانسيس والذي تحالف مع البروتستانت ضد أمه وأخيه في عام 1576، وقد أجبرها على الاستسلام لمطالب الهوغونوت. ورغم غضب الملكة من ابنها فرانسيس فإن وفاته المفاجأة شكلت صدمة كبيرة لها، إذ تشكل وفاته تهديداً لحكمها لأنه آخر أولادها الذكور الأحياء، ولأن هنري الذكر الوحيد المتبقي لديها لم ينجب أطفالاً بعد. بدأ هنري بالتمرد وعزل الملك حاشيته ومستشاريه دون سابق إنذار وقد كانوا جميعاً تابعين لوالدته وأجهز على منافسيه الذين لم يبق منهم سوى عمه، فقتله هو وجميع أفراد عائلته، صُدِمت كاثرين بتصرفات ابنها المتهورة والتي كانت السبب في موتها.

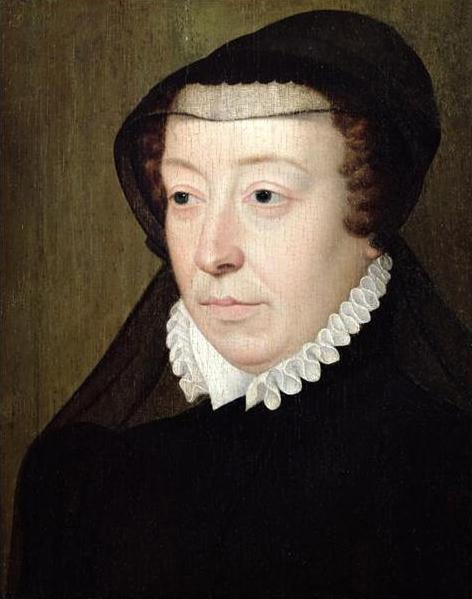
كاترين دى مديتشي في عزاء زوجها هنري

## السنوات الأولى ونشأتها
وهي تنتمى إلى عائلة مديتشي الشهيرة وهي ابنة الاميرة مادلين دى بوربون لا تور دى أوفيرنى النابعة من سلالة لورنزو دى بيبرو دى مديتشي بدوق أوربينو.وقد بقيت كاثرين يتيمة لفترة بعد ولادتها، ولكن الراهبات في فلورنسا وروما قاموا بتربيتها كان عمرها أربعة عشر عاما في عام 1533 حين زواجها من هنري الثاني، وهو الابن الثاني للملك فرانسوا الأول والملكة كلود. بوفاة الدوفي الأمير فرانسوا عام 1536، صار هنري وليا للعهد وكاترين (كما تعرف الآن وهو الاسم الفرنسي لكاتيرينا) أصبحت دوفينته، ارتقى هنري العرش باسم هنري الثاني في سنة 1547. وطوال حكمه كان يهمل كاترين، في الوقت على الذي يغدق فيه الهدايا على عشيقته ديان دو بواتييه. وفاة هنري سنة 1559 وضعت كاترين في الساحة السياسية باعتبارها أُمّاً للملك فرانسوا الثاني الضعيف ذو خمسة عشر عاما. وبوفاته هو لآخر عام 1560 تم تعيينها وصية ً على نجلها الملك الجديد شارل التاسع وبسلطات واسعة. وبعد وفاة شارل في عام 1574، لعبت كاترين دورا رئيسيا في عهد إبنها الثالث الملك هنري الثالث. والذي لم يستغن عن مشورتها إلا في الأشهر الأخيرة من حياتها.
حكم أبناء كاترين الثلاثة الضعاف في عصر من الحروب الأهلية والدينية في فرنسا. لم يسيطر النظام الملكي على أسباب هذه الصراعات، التي ينوء منها حتى ملوك ناضجون. في البداية، تفاهمت كاترين وتنازلت للبروتستانت المتمردين المعروفون بالهوغونوت. بيد أنها فشلت في استيعاب المسائل اللاهوتية المتأصلة في جذور حركتهم. لاحقا ولشعورها بالإحباط والغضب منهم لجأت في إلى سياسات المتشددة ضدهم. متسببة في كل خطايا النظام، لا سيما مذبحة سان بارتيليمي عام 1572، والتي قتل فيها آلاف الهوغونوت في باريس وأنحاء فرنسا. طُبعت روايات فظيعة عن كاترين في كتيبات ذلك اليوم، فولدت «الأسطورة السوداء» للملكة الشريرة. اتصفت بمبدء ميكيافيلية عصر النهضة الذي يغذى شهوة السلطة بالجرائم القاتمة والتسميم وحتى السحر. سمّاها الشاعر الهوغونوتي أغريبا دوبينيي «الطاعون الفلورنسي». كما وصفها في القرن التاسع عشر المؤرخ الهوغونوتي جول ميشيلي بأنها «يرقة جاءت من قبر إيطاليا».
بعض المؤرخين المعاصرين يعذر كاترين في أسوأ التجاوزات العرش. ولكن أر جي كنيشت يشير إلى أن الدليل على سلسلة قسوتها يمكن العثور عليه في رسائلها. وأيضا يحذر نيكولا ساترلاند من المبالغة في قوة كاترين الحقيقية.

## زواجها
وفى عام 1533 قام البابا كليمنس السابع بتزويج كاترين بهنرى دوق أورليان.واصبح هنرى هو الملك عقب وفاة والدة الملك فرانسوا الأول في عام 1547 على الرغم من شغفه بديان دو بواتييه إلا أن زواجه بكاثرين استمر بنجاح. وقد انجبت كاترين 10 أطفال ولكن لم يبقى منهم سوى 4 أولاد و3 بنات اهتمت بتربيتهم وتعليمهم على مستوى رفيع. وقد ادار هنرى حكم البلاد أثناء ذهاب هنرى إلى محاصرة ميتز في عام 1552.وفى عام 1557 بعد النصر الذي حققوه في سانت كوينتين على الأسبان قد ربحوا وذلك بمهاراتهم وقدرتهم على الإقناع وقدرتهم ع كسب الحروب لصالحهم.

## الملكة الأم

### حكم فرانسو الثاني
- أول الازمات السياسية التي تعرضت لها كاترين في حياتهم كانت بموت زوجها هنرى نتيجة حادثة في عام 1559 وعلاوة على ذلك فأنه في خلال حكم الملك فرانسو الثاني انتقلت السلطة إلى ايدى اخوته. ومن أجل سيطرة الاخوة على الحكم الفرنسى باسم الكاثوليكية الأوروبية طلبوا الدعم من إسبانيا والبابوية، وكانت تهدف إلى انهاء عدم الاستقلال في القصر.وقد وقفت كاترين في صراع دائم طوال العمر ضد الواقفين من أجل السيطرة المطلقة مع البابا ولم يتغير أي من المواقف والاراء تحت الظروف السياسية الكامنة. وقد قام الاخوة بستار نيابة عن الملك وذلك من اجل الاحتجاجات على مذبحة هاجينوت (الفرنسية البروتستانت) التي نظمتها المؤامرة النبيلة أمبواز في مارس 1560. وبصدور المرسوم الذي يتكلم عن الانحراف عن الدين في أمبواز ورومورانتان فقد تم التأكيد على الفرق بين الايمان والالتزام وارتباطهم بالسلطة.

### شارل التاسع
وتعد الازمة السياسية الثانية الرئيسية في حياة كاترين جائت بعد وفاة ابنها فرانسوا الثاني في سن مبكرة في 5 ديسمبر 1560 .ولكن نجح ابنها الثاني تشارلز التاسع في إدارة البلاد بشكل جيد وحصل على الوصاية على البلاد أيضا من ملك نافار في انطوان دى بوربون.وفى الفترة من 1560 ل 1570 كانت من السنوات الأكثر أهمية في حياة كاترين من النواحى السياسية.حيث انه في هذه الفترة اندلعت 3 حروب أهلية ولكنها دافعت عن استقلالها عن العرش البابوى ودافعت بقوة عن حقوق بلادها وعن خلق مناخ جيد من اجل التسامح والحفاظ على السلام.
وفى عام 1561 بهدف انهاء الصراعات الدينية التي نتجت عن الاصلاحات الاقتصادية والقانونية بعدم من ميشال دى لهوسبتال (وزير العدل) بدأت كاترين بوضع حدود وايجاد طرق من اجل الوصول لحل بين الجماعات الدينية وقوى المعارضة.ولهذا الهدف تشكلت لجنة من حكام ذو حنكة لانهاء الصراعات في لقاءات بواسى وخلالها قدمت اقتراحات لحل هذه الخلافات عن طريق حل النزاع حول القداس وهي القضية الرئيسة للجدال.وقد قامت كاترين التي فشلت في التوصل لاراء لهذه المصالحة بادخال بعض الضمانات للمعيشة وذلك مع اليمين الكاثوليكى بالفرمان الذي نشر في يناير 1562.ولكن عندما رفضت الكاثوليكية هذا المرسوم اندلعت الحروب الأهلية في 1562 وقد عبرت كاترين عن ذلك من الناحية السياسية عن تجاوز الكاثوليكية.ولكن تم انهاء هذه الحروب الأهلية التي اندلعت في يناير 1562 بفرمان أمبواز الذي صدر في مارس 1563.وفى العام نفسه اعلنت روان بودابست (المحكمة العليا) عن تجاوز حدود الملك، وانه ذهب مع ابنه إلى جولة تستمر لشهرين في حدود فرنسا.وكان الهدف هو تعزيز العلاقات السلمية بين فرنسا وإسبانيا ومن اجل التجهيز للزاوج من الاميرة اليزابيث.وقد انهت كاترين الحرب الداخلية الثانية التي اندلعت في لورين اثار (سبتمبر 1567-مارس 1568) بمرسوم أمبواز الذي يحقق السلام طويل المدى.ولكن على الرغم من إلغاء كاترين هذا المرسوم الا انها نتج عن ذلك اندلاع حرب أهلية ثالثة في أغسطس 1568.وهذه الحرب التي استمرت لعامين انتهت بعقد معاهدة سان جيرمان في أغسطس 1570.
ومن اجل ضمان السلام في البلاد فقد قامت بتزويج ابنتها مارغريت باحدى قادة البروتستانت هنرى نافار (لاحقا ملك فرنسا هنرى السادس) ومن اجل تطويد علاقتها مع إنجلترا فقد زوجت ابنها الاصغر الدوق ألونسون بالملكة اليزابيث.

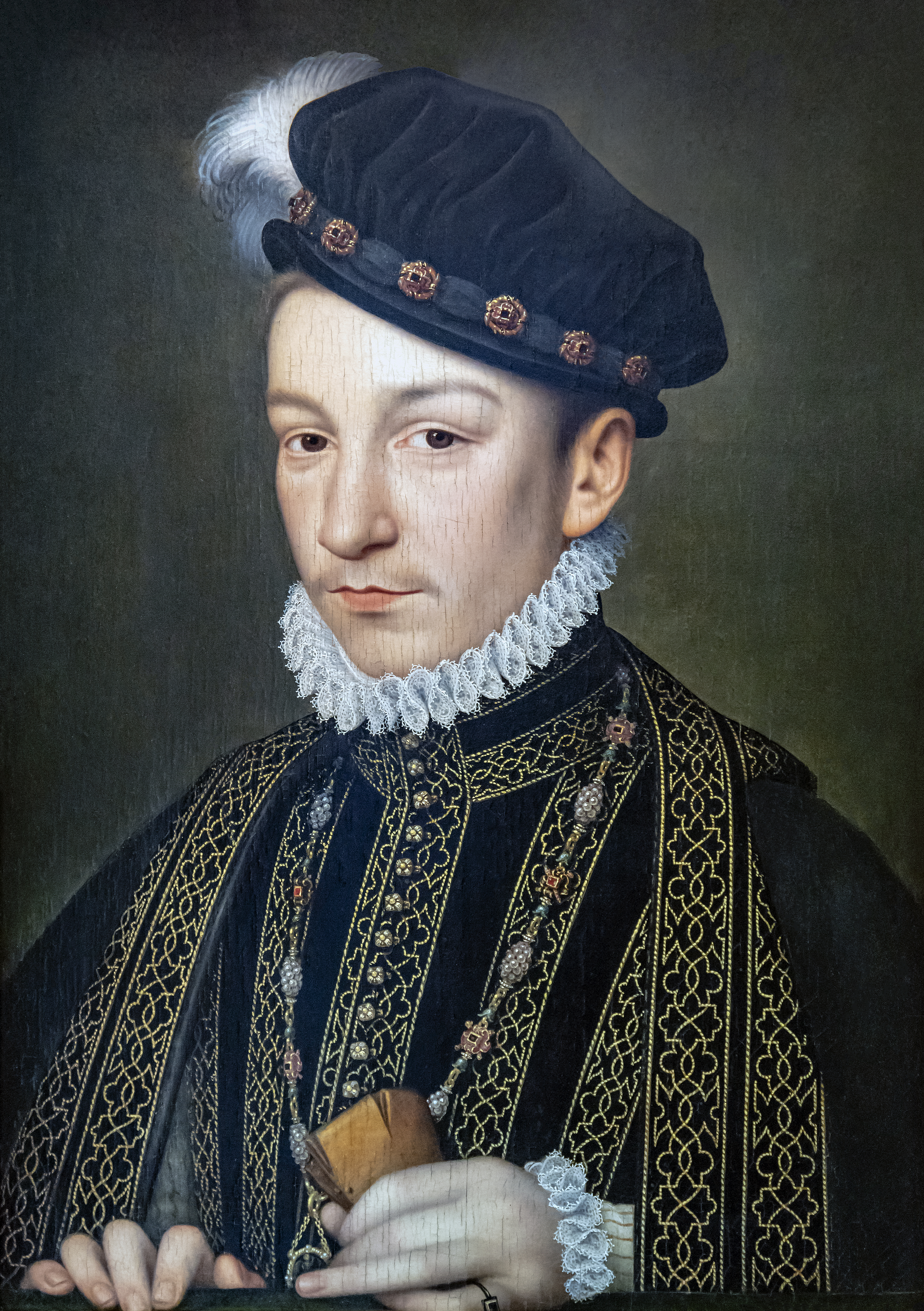
تشارلز التاسع

### مذبحة عيد القداس بارثولوميو
ان البروتستانتية هي تتكون من مجموعة من شباب اللذين يتعاملوا بجنب إلى جنب مع لوديوجك فان ناسو فمن اجل سيطرة كاترين على تأثيرها فقد دخلت في حروب مع إسبانيا في أراضي الفلمنك بفرنسا ووسعت حدود المملكة.وفى الفترة من 23-24 أغسطس فان المذبحة التي وقعت في سانت بارثولوميو في باريس اثارت من جديد مشكلة الحروب في أراضي الفلمنك مع إسبانيا.وقد اتهمت كاترين بارتكام هذه الحادثة وهذا لسببين.أولهما: انه عقب فترة عدم حكمها كملكة فقد صرحت في البرلمان في باريس عن عمد مسؤليتها عن حادث (القصر) وبسبب كلمة القصر فكأنه اعترف بذلك، وثانيهما: ان المجادلات التي وقعت في التاريخ أدت إلى توقع مسؤليه كاترين عن هذه المشكلة.
وفى الواقع فان الخطوة الأولى في تشكيل هذه المذبحة كان قتل الاميرال غاسبار وفي هذه الحالة فان تم التوضيح في 26 أغسطس انهم وصلوا إلى نقاط خطيرة للغاية من اجل القصر الملكى في الفترة الاخيرة وذلك بسبب عدم نجاحهم في أول حالة اغتيال فاشلة على القصر والتي وجهت إلى كولنجنى.
وبعد مذبحة عيد القديس باثوموليو كاثرين فقد اندلعت الحرب الأهلية الرابعة ومن اجل انهائها جاء في هذه الفترة اخوه الملك الدوق هنرى انجو (لاحقا هنرى الثالث) على عرش بولندا في مايو 1573.

من احدى الشاهدين على المجزرة (فرانسو ديفوس (1790-1871)

### عصر هنري الثالث
وفى عام 1574 عقب وفاة تشارلز التاسع فتولى هنرى الثالث بناء على توصية من البرلمان وعندما عاد من بولندا أخذ الوصاية وتولى الحكم.وكان يامل الابن المفضل لكارين ان يعيد تأسيس النظام في فرنسا مرة أخرى، ولكن شخصيته كانت ضعيفة ولكنه كان لا يأمل ان يخضع للكاثوليكية المتطرفة.ولهذا السبب فإن هنرى كان يجد أمامه خيارين ان الكاثوليكية تدير البلاد، أو يقود البلاد بنفسه ولكن هذا الوضع كان بالنسبة له صعب جدا ولكنه حاول ان يسد الفجوة.وعندما توفى ابنه الاصغر دوق ألونسون في عام 1584 شكل ذلك الخوف والقلق الأكبر لكاترين وحذرته هنرى من دخول حرب مع إسبانيا.وبتوقيع اتفاقية جوانفيل مع إسبانيا في ديسمبر 1584 فقد طلب والدته المريضة والمسنة إلى مساعدته.وقد منعت كاترين شن حرب ضد الملك هاجينوت بموجب اتفاقية نيموز التي وقعت في يوليو 1585 والتي تطبق لمدة 3 شهور حتى تمنع الكشف عن فصل القصر عن ستار الاخوة.ومن اجل احتمالية عد فصل العلاقة بينهم حاول ولى العهد بالاتفاق مع الملك نافار بالتوصل لحل وسط للدفاع عن العرش. ولكن كاترين في يوليو 1586 لم تكن قادرة على الحصول على نتيجة من الرحلة الطويلة والمتعبة التي وصلت إليها للتفاوض مع الملك نافار لانه لا يظهر اى ثقة.

## وفاتها
وتوفيت كاترين وذلك بعد قتل هنرى الثالث ب 8 أشهر حيث وفاتها المنية في 5 يناير 1589.وقد تولى الحكم أحد احفادها بعد صهرها وهو لويس الثالث عشر الذي نجح في إعادة تأسيس المملكة من جديد في فرنسا، وكان أكبر إنجاز ونجاح له بانه عمل على الحفاظ على قوة المملكة ونجاحها.

## نبش قبرها خلال الثورة الفرنسية
كانت فترة حكم كاثرين عبر أولادها الثلاثة حقبة مليئة بالدماء والصراعات السياسية والدينية التي مزقت فرنسا، ولم يغفر الفرنسيون لها ذلك. وجاء الانتقام بعد موتها، إذ تم نبش قبرها مع قبور عدد كبير من الملوك والملكات الفرنسيين خلال الثورة الفرنسية، فرمي رفاتها بشكل عشوائي مع رفات متسلطين آخرين في مقبرة جماعية.

## الفن
كانت شخصية كاترين شخصية متفتحة حيث انفتحت على الخارج وفي وقت قصير حول الملك فرانسو الأول القصر إلى مبنى رائع.وبسبب الرأى العام والعاطفة السياسية المكتسبة في هذه البيئة فانه تم تصميم العديد من المبانى والقلاع في تويلرى ولكنه لم يتم الانتهاء من بناء قلعة كاترين
وبعد وفاة هنرى الثالث فقد تم تأسيس القاعات المزينة بالديكور والمفروشات والتي تم شراؤها من شامونت شاتوسنا.كاترين دى ميديسيس فقد قامت بوضع الكثير من النجوم في غرف القصر وهي تتحدث عن المستقبل وعن روحها الايجابية وتأثير هذه النجوم عليها

## روابط خارجية
- كاترين دي ميديشي على موقع الموسوعة البريطانية (الإنجليزية)
- كاترين دي ميديشي على موقع ألو سيني (الفرنسية)
- كاترين دي ميديشي على موقع إن إن دي بي (الإنجليزية)